# Krná
Krná este o comună slovacă, aflată în districtul Poltár din regiunea Banská Bystrica. Localitatea se află la altitudinea de 318 m deasupra n.m., se întinde pe o suprafață de 14,02 km2 și în 2017 număra 52 de locuitori.

## Istoric
Localitatea Krná este atestată documentar din 1435.

## Demografie
| An:                | 1994 | 2004    | 2014    | 2024   |
| ------------------ | ---- | ------- | ------- | ------ |
| Număr de persoane: | 90   | 67      | 52      | 49     |
| Diferență:         |      | −25,55% | −22,38% | −5,76% |

| An:                | 2023 | 2024 |
| ------------------ | ---- | ---- |
| Număr de persoane: | 49   | 49   |
| Diferență:         |      | +0%  |